# オットー3世 (シュヴァーベン大公)
シュヴァーベン大公オットー3世（Otto III., Herzog von Schwaben, 995年頃 - 1057年9月28日）またはオットー・フォン・シュヴァインフルト（Otto von Schweinfurt）は、シュヴァーベン大公（在位：1048年 - 1057年）、シュヴァインフルト伯（在位：1017年 - 1057年）。

## 生涯
バーベンベルク家出身のシュヴァインフルト伯ハインリヒの息子。1048年のウルムでの会議において、皇帝ハインリヒ3世によりシュヴァーベン大公位を与えられた。
トリノ辺境伯オルデリーコ・マンフレーディ2世の娘エルメンガルトと結婚した。二人の間の娘ユーディトはエッツォ家出身のバイエルン公コンラート1世と結婚、コンラートの死後にポッテンシュタイン伯ボート（アリボ家）と再婚した。オットー3世の死後、エルメンガルトはマイセン辺境伯エクベルト1世と再婚した。